# Дирјана Дојић
Дирјана Дојић (Бјеловар, 29. октобар 1933) је била југословенска и хрватска филмска и позоришна глумица.

## Филмографија
| Год.  | Назив                               | Улога \|- style="background: Lavender; text-align:center; " | 1960.-те | 1960.-те | 1960.-те | 1960.-те |
| 1960. |                                     | /                                                           |          |          |          |          |
| 1960. | Боље је умети                       | /                                                           |          |          |          |          |
| 1964. | Реквијем за похабане ствари ТВ филм | /                                                           |          |          |          |          |
| 1964. | Пут око света                       | /                                                           |          |          |          |          |